# Diga di Kızıldamlar
La diga di Kızıldamlar è una diga della Turchia. Si trova nella provincia di Bilecik.